# Cotoneaster karatavicus
Cotoneaster karatavicus es una especie de planta del género Cotoneaster, perteneciente a la familia Rosaceae.

## Taxonomía
Cotoneaster karatavicus fue descrita por Antonina Poyárkova en 1961.

## Distribución
Se encuentra en el territorio de Kazajistán y Kirguistán.